# Acronema wolffiana
Acronema wolffiana là một loài thực vật có hoa trong họ Hoa tán. Loài này được Fedde ex H. Wolff mô tả khoa học đầu tiên năm 1930.